# 安良田站
安良田站（日语：／ Arata eki */?）是一座位於岐阜縣岐阜市安良田町，名古屋鐵道各務原線的車站（廢站）。

## 概要
此站是位於名鐵岐阜站至田神站之間，在各務原鐵道（現時：名鐵各務原線）開業時為起點站。現時還可看見月台邊緣石的遺跡。

## 歷史
- 1926年（大正15年）1月21日：各務原鐵道（美濃電氣軌道（日语：美濃電気軌道）子公司）此站至補給部前（現時：三柿野站）之間開業，此站啟用[1]。
- 1928年（昭和3年）12月28日：車站隨著路線延伸至長住町站（現時：名鐵岐阜站）[2]。而廢除[3]。
- 1931年（昭和6年）9月5日：於同一位置重開此站[4]。
- 1944年（昭和19年）：暫停營業[5]。
- 1958年（昭和33年）1月10日：車站廢除[6]。

## 其他
關於相似站名，曾經名古屋本線也有一座名為安良田町站的車站。安良田町站在1944年暫停營業後，於1958年1月10日以加納站的名義重開。
此站與田神站之間曾經設有鶴田町信號所。該處設有連接日本專賣公社岐阜工場（現時：西日本Campak）和高山本線之間的專用線。由於該專用線與各務原線平面相交，因此設置了號誌站。

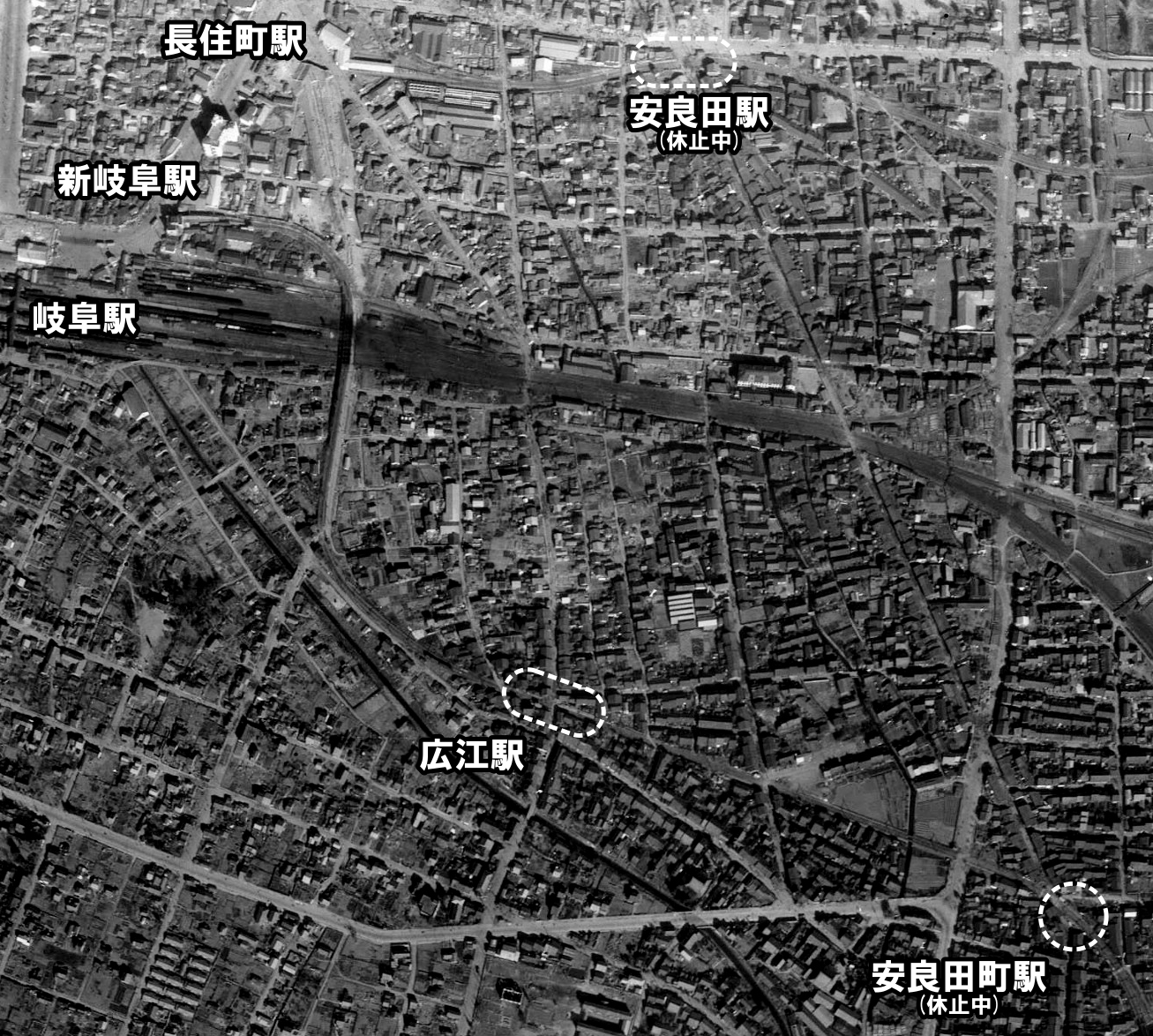
安良田站和安良田町站的位置
基於日本國土交通省之国土画像情報（彩色航拍）製作

## 相鄰車站
名古屋鐵道
各務原線
新岐阜－安良田－田神

## 注腳
1. ↑  「地方鉄道運輸開始」『官報』1926年1月28日（國立國會圖書館數碼化收藏）
2. ↑  『地方鉄道及軌道一覧 : 附・専用鉄道. 昭和10年4月1日現在』（國立國會圖書館數碼化收藏）
3. ↑  名古屋鉄道広報宣伝部（編）. . 名古屋鉄道. 1994: 949 （日语）.
4. ↑  名古屋鉄道広報宣伝部（編）. . 名古屋鉄道. 1994: 953 （日语）.
5. ↑  今尾惠介（監修）.  7 東海. 新潮社. 2008: 51. ISBN 978-4107900258 （日语）.
6. ↑  名古屋鉄道広報宣伝部（編）. . 名古屋鉄道. 1994: 878 （日语）.